# Mercedes-Benz W136
O Mercedes-Benz W136 foi a principal linha de automóveis de quatro cilindros em linha da Mercedes-Benz de meados da década de 1930 até a década de 1950. O modelo 170 V fez sua estreia pública como sucessor do W15 Typ 170 em fevereiro de 1936. Entre 1936 e 1939, foi o modelo mais vendido da Mercedes.
Entre 1936 e 1942, mais de 75.000 unidades foram produzidas, tornando-o de longe o modelo mais popular da Mercedes-Benz até então.
Uma quantidade suficiente das ferramentas do W136 sobreviveu aos bombardeios aliados durante a Segunda Guerra Mundial (ou pôde ser recriada no pós-guerra) para servir de base para a reconstrução da empresa. Em 1947, o modelo 170 V retomou seu lugar como o carro mais vendido da Mercedes, posição que manteve até 1953.
O "V" no nome do 170 V era uma abreviação de "Vorn" (dianteiro), adicionado para diferenciá-lo do contemporâneo Mercedes-Benz 170H (W28) com motor traseiro ("H" de "Heck", traseiro), que usava o mesmo motor de quatro cilindros de 1697 cc, mas posicionado na traseira do carro.

## Motor
O Mercedes-Benz 170 V (W136), com tração traseira e quatro cilindros e 1,7 litro, foi introduzido em 1936 para substituir o Mercedes-Benz 170 (W15), com seis cilindros e 1,7 litro. Apesar das cilindradas semelhantes, o motor M136 com válvulas laterais do novo carro era mais potente. A transmissão manual era sincronizada com quatro marchas (tendo sido atualizada apenas nas duas relações de transmissão superiores em 1940). A potência máxima declarada era de 37 hp a 3.400 rpm com uma taxa de compressão inicial de 6:1. O consumo era de 10 km/L. O motor era fixado usando apenas dois suportes e estabeleceu o padrão de suavidade para motores de quatro cilindros.

## Opções de carroceria

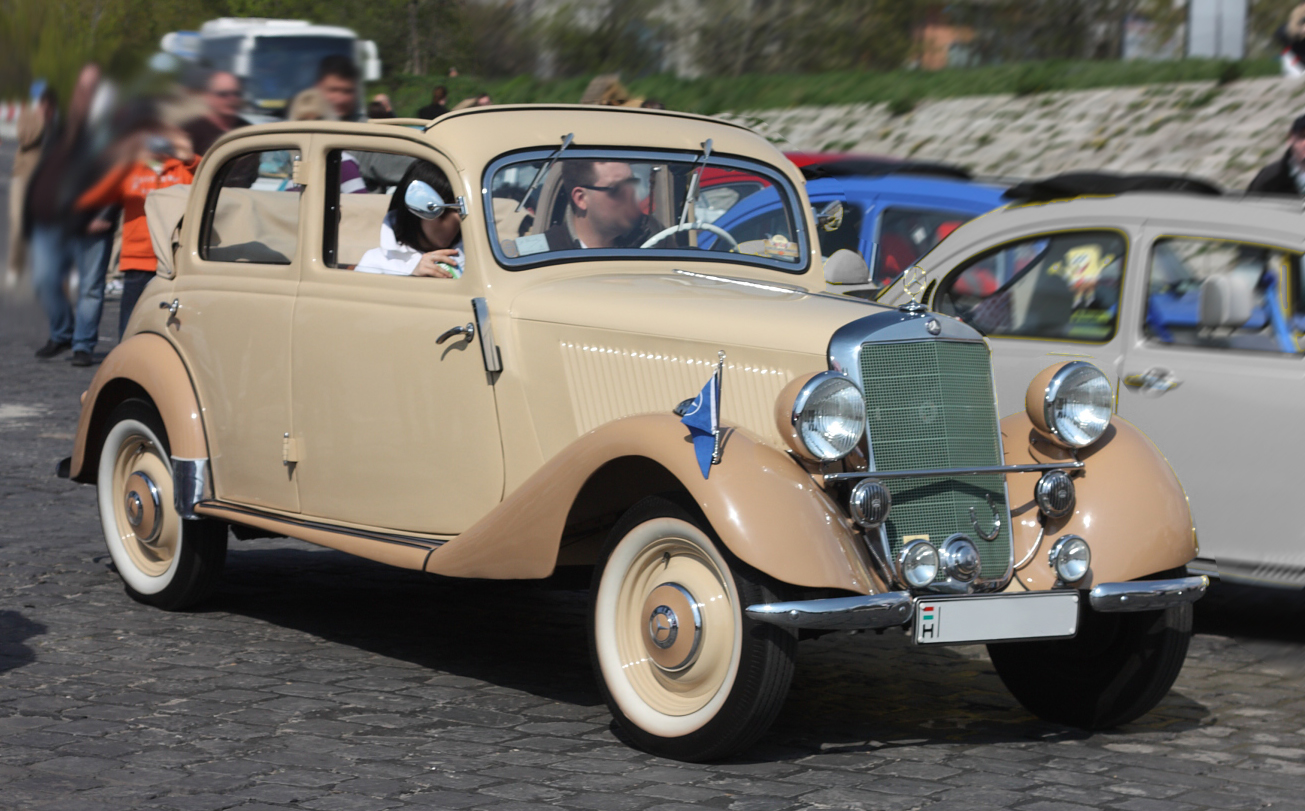
Mercedes-Benz 170 V Cabrio-Limousine

A maioria dos carros produzidos, e uma proporção ainda maior dos que sobreviveram, eram carros com carroceria "Limousine" (sedã) de duas ou quatro portas, mas a linha de diferentes tipos de carroceria oferecidos na década de 1930 para o 170 V era excepcionalmente ampla. Um "Cabrio-Limousine" (semiconversível) de quatro portas combinava as quatro portas do "Limousine" de quatro portas com um teto de lona retrátil.
Ambas as carrocerias de quatro portas também estavam disponíveis adaptadas para o serviço de táxi, com grandes bagageiros na traseira. Havia um "Cabriolet A" de duas portas e dois lugares e um "Cabriolet B" de duas portas e quatro lugares, ambos com compartimento de bagagem atrás dos bancos e sob o local de armazenamento do capô quando dobrado (mas sem qualquer tampa externa para acesso à bagagem de fora do carro). Uma característica comum das carrocerias do 170 V era o compartimento externo para o estepe no painel traseiro do carro. O roadster de dois lugares apresentava uma grande aba atrás dos dois bancos, com uma divisória traseira finamente estofada, que podia ser usada como uma plataforma substancial para bagagem ou como um banco adicional – desconfortável – o banco da sogra.
Além da ampla linha de modelos 170 V com carroceria para carros de passeio, uma pequena versão comercial era oferecida, como caminhão plataforma ou com carroceria baú na traseira. Versões especiais do 170 V foram oferecidas, adaptadas para uso como ambulâncias ou pela polícia, serviços de resgate em montanha e militares.

## Galeria

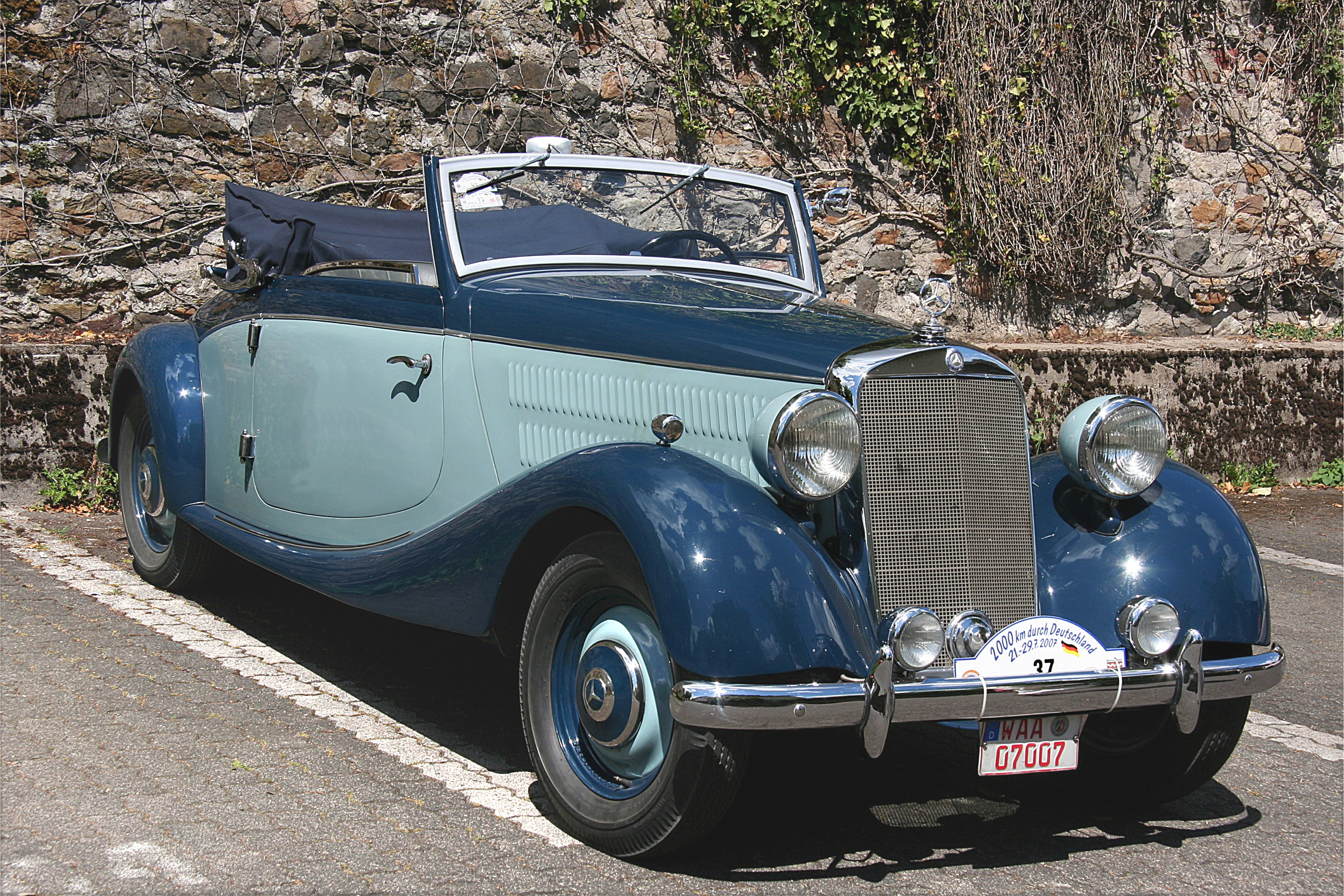
170 V Cabriolet A 1938
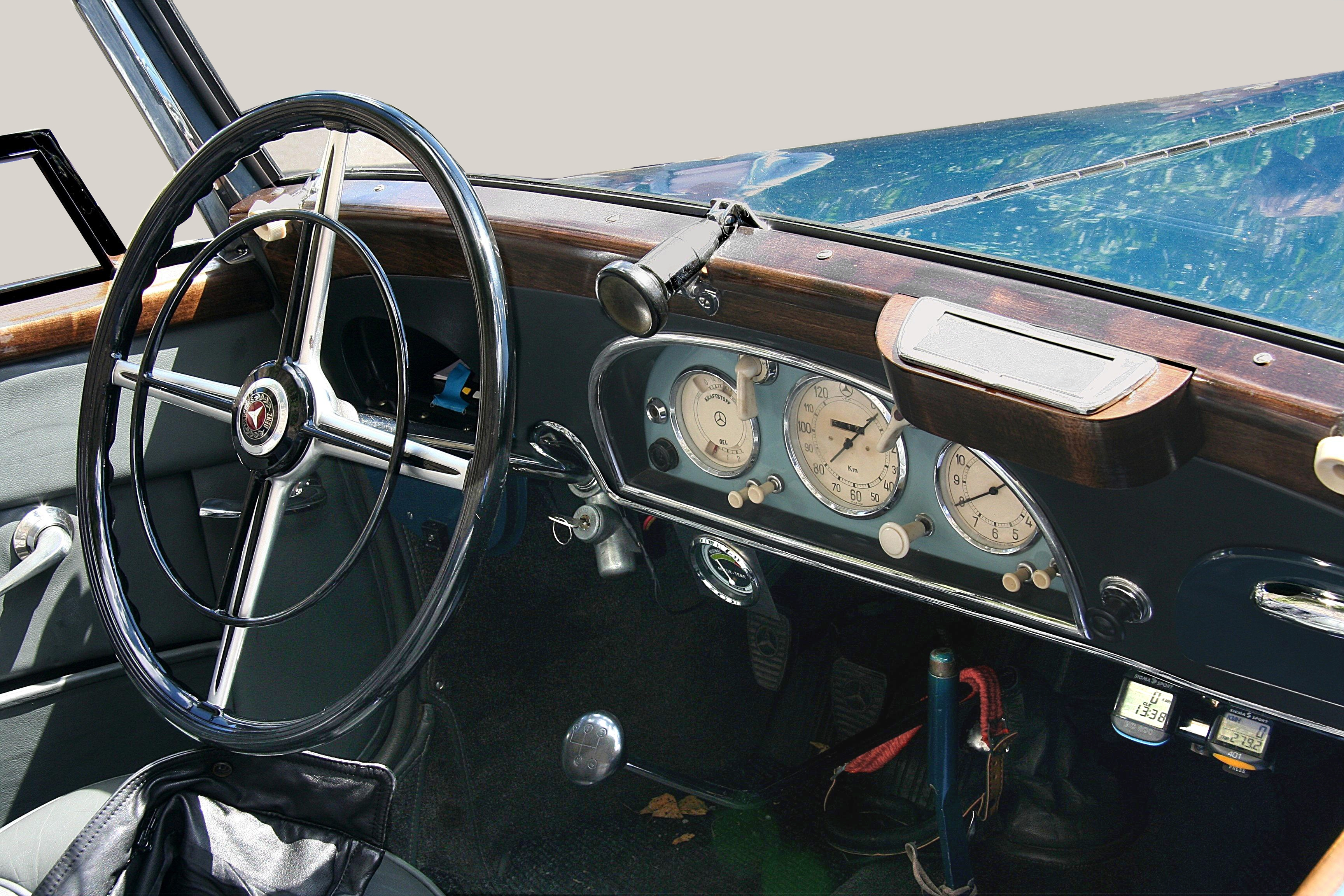
170 V Cabriolet A 1938 (painel)
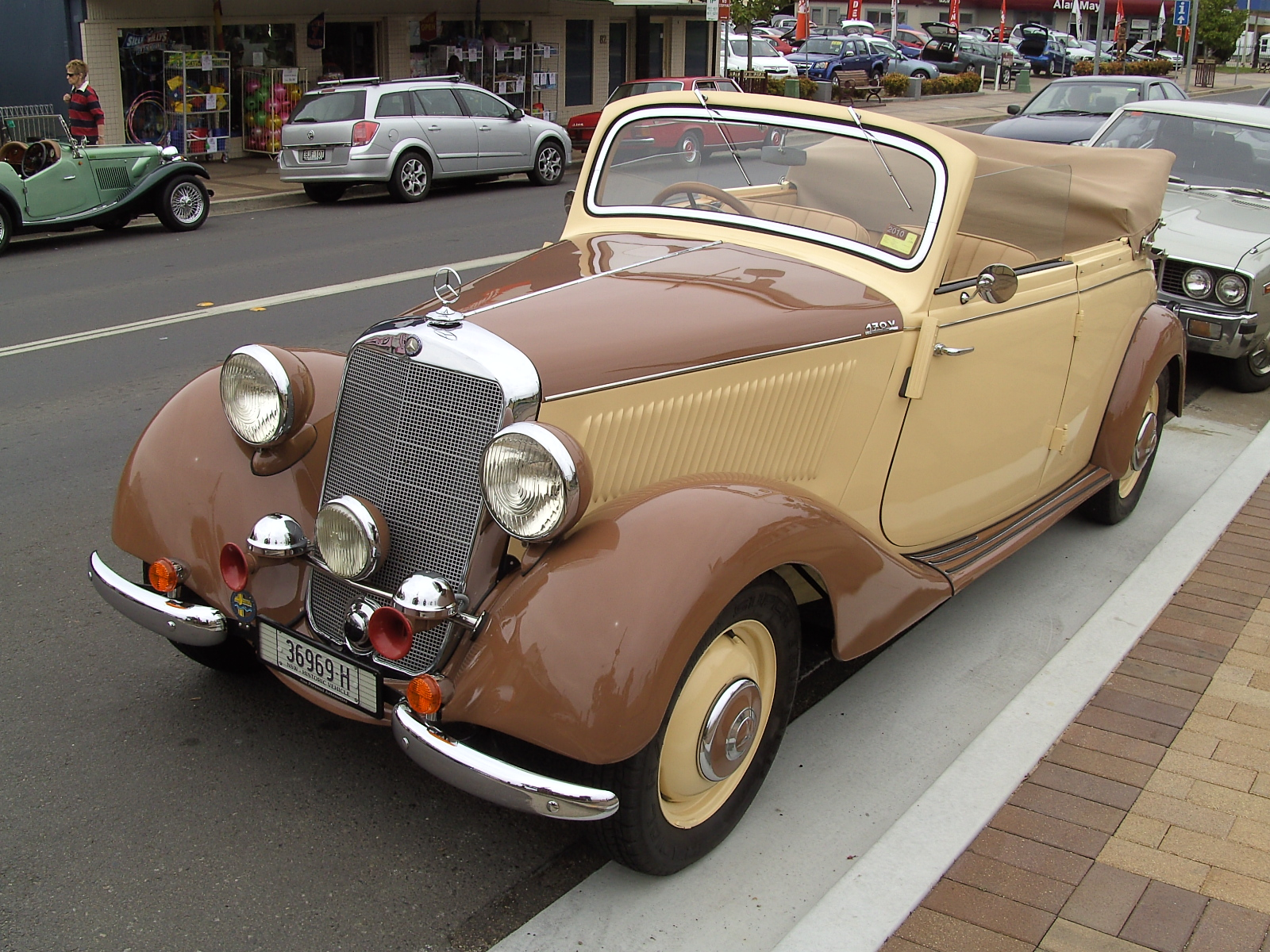
170 V Cabriolet, volante à direita
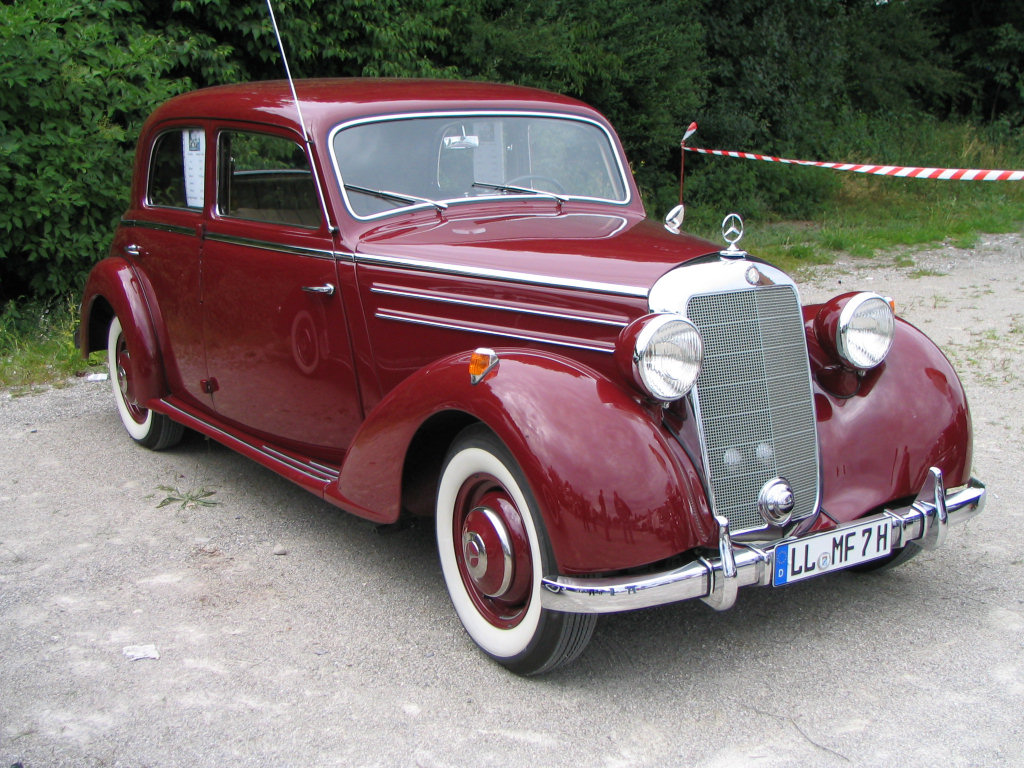
Mercedes-Benz 170 V / 170 S
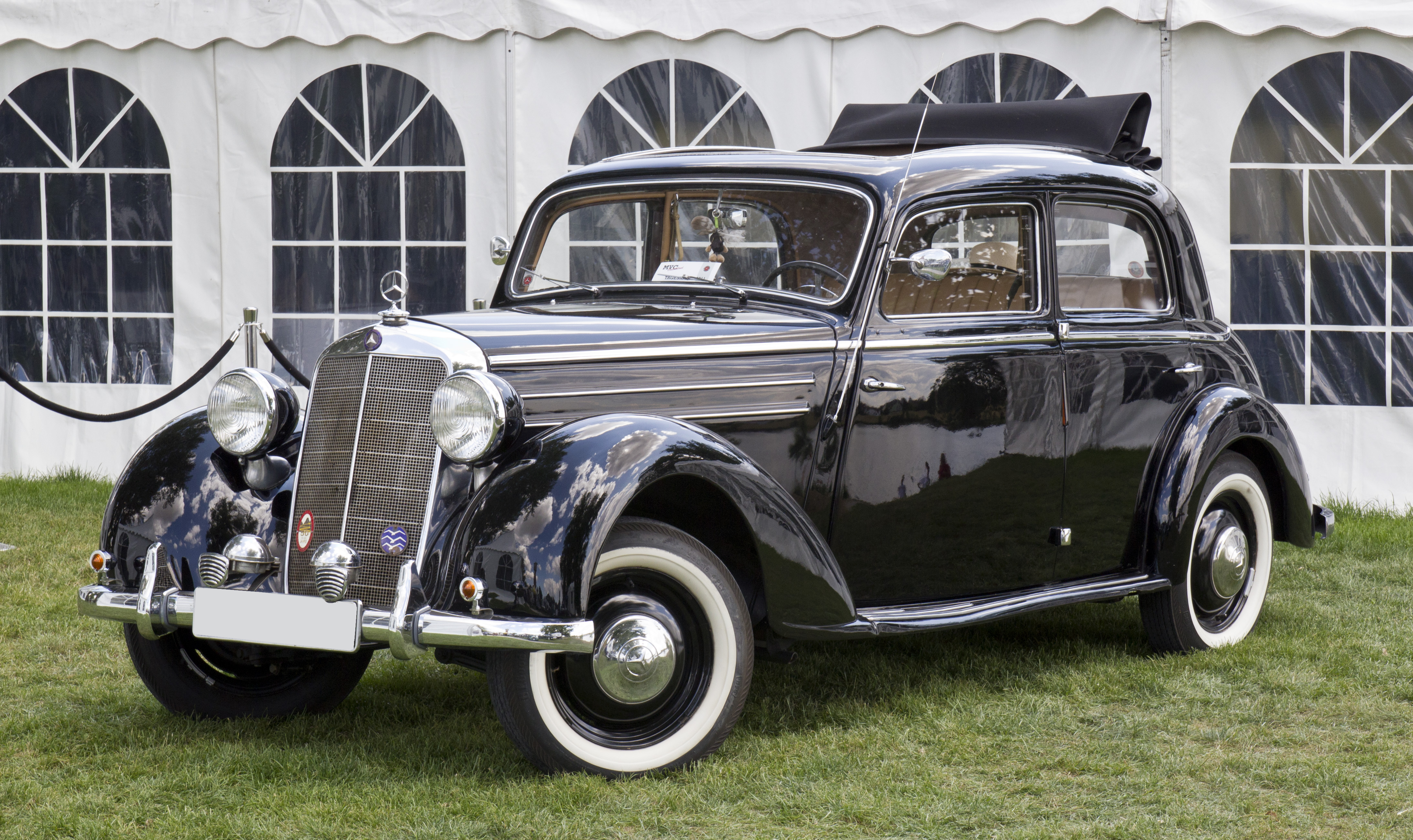
Mercedes-Benz 170 DS
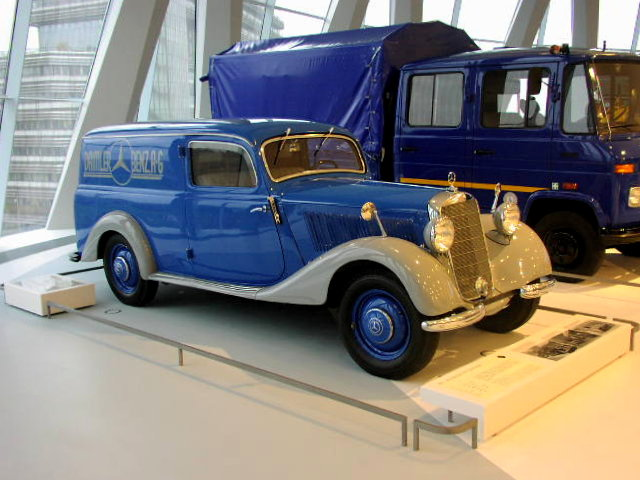
Furgão 1952